# 佩茲德雷

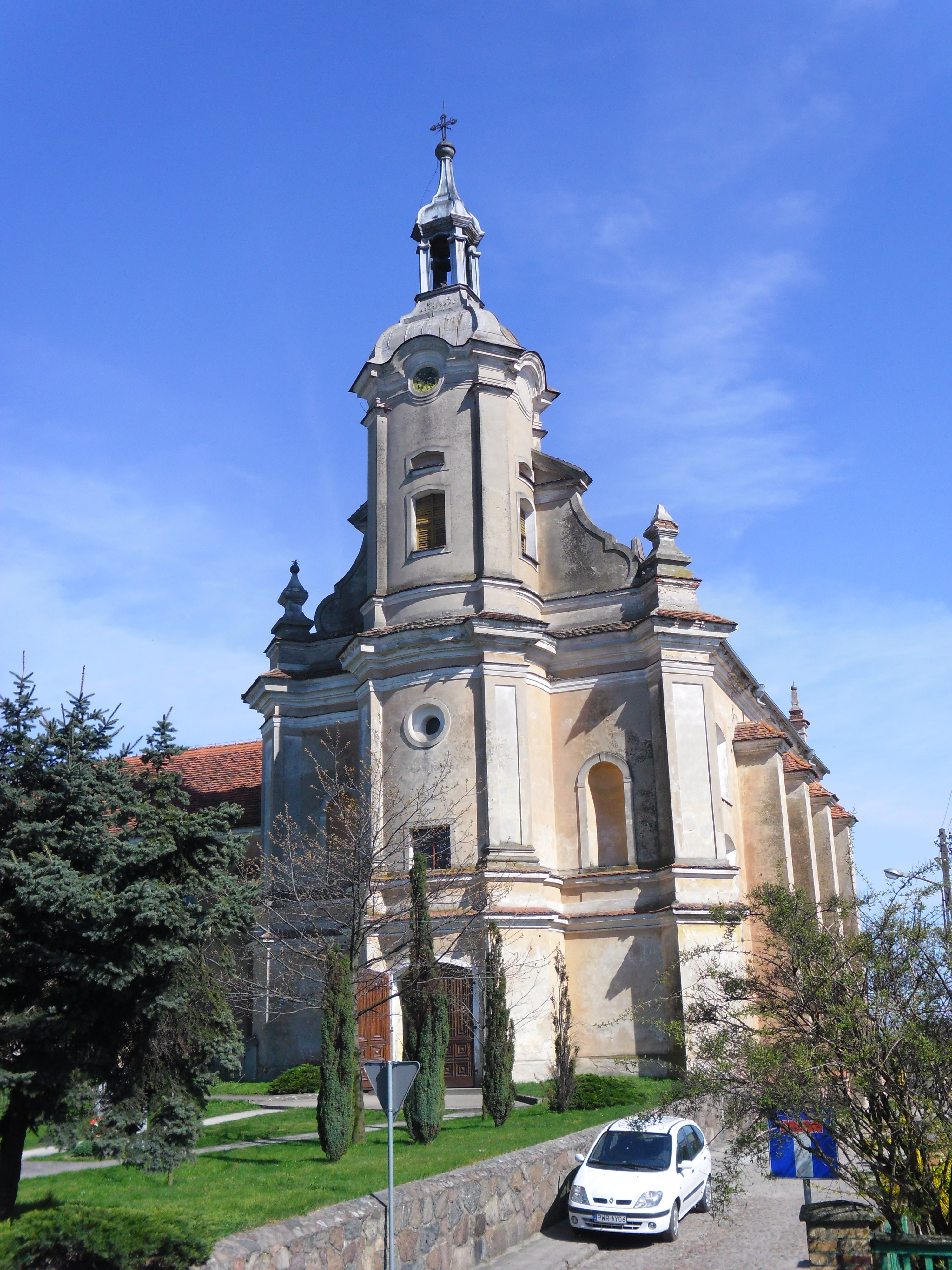

佩茲德雷是波蘭的城鎮，位於該國中部瓦爾塔河畔，由大波蘭省負責管轄，面積12.16平方公里，海拔高度90米，2006年人口3,188。在第二次瓜分波蘭中，該鎮在1793被納入普魯士王國管治範圍。
52°10′00″N 17°41′00″E / 52.16667°N 17.68333°E